# Pensoft Publishers
Pensoft Publishers — научное издательство, расположенное в Софии, Болгария. Издательство было основано в 1992 году, двумя учёными: Любомир Пенев и Сергей Головач. С тех пор было издано более 1000 научных и профессиональный книг и, в настоящее время, публикует более шестидесяти рецензируемых научных журналов открытого доступа включая ZooKeys, PhytoKeys, Check List, Comparative Cytogenetics, Journal of Hymenoptera Research, Deutsche Entomologische Zeitschrift, и Zoosystematics and Evolution.
Pensoft поддерживает движение открытого доступа. Для всех журнальных статей используется лицензия Creative Commons Attribution License (CC-BY). В 2012 году Pensoft вступила в партнёрство с энциклопедией «Энциклопедия жизни» которое получило название EOL Open Access Support Project (EOASP), чтобы финансово поддержать независимых учёных-систематиков, а систематикам, живущим в развивающихся странах помочь опубликовать их результаты в журналах издаваемых Pensoft.
Издательство Pensoft было одним из первых издательств, поддержавших публикацию исследовательских данных в статьях совместно с Global Biodiversity Information Facility (GBIF). Первая статья с данными у них вышла в журнале ZooKeys в 2011 году.
Также Pensoft впервые опубликовали описание эукариота (Eupolybothrus cavernicolus) включавшее в одной статье транскриптом, баркодирование ДНК, и данные рентгеновской микротомографии, в журнале «Biodiversity Data Journal».

## Награды
В июне 2016 году, журнал Research Ideas and Outcomes, издаваемый Pensoft, выиграл «Innovator Award» Коалиции академических ресурсов и научных изданий (SPARC) за «содействие и расширение прозрачности в научном общении».

## Список журналов
- Acta Biologica Sibirica
- Acta Ichthyologica et Piscatoria
- African Invertebrates
- Alpine Entomology[англ.] (ранее Journal of the Swiss Entomological Society)
- ARPHA Conference Abstracts
- ARPHA Proceedings
- BioDiscovery
- Biodiversity Data Journal
- Biodiversity Information Science and Standards (BISS)
- BioRisk
- Caucasiana
- Check List[англ.]
- Comparative Cytogenetics[англ.]
- Deutsche Entomologische Zeitschrift
- Evolutionary Systematics
- Food Modeling Journal
- Fossil Record[англ.]
- Herpetozoa
- Italian Botanist
- Journal of Hymenoptera Research[англ.]
- Journal of Orthoptera Research
- Metabarcoding & Metagenomics
- MycoKeys[англ.]
- Nature Conservation[англ.]
- NeoBiota
- Neotropical Biology and Conservation
- Nota Lepidopterologica
- One Ecosystem
- Pharmacia
- PhytoKeys[англ.]
- Plant Sociology
- Research Ideas and Outcomes[англ.]
- Research Results in Pharmacology
- Rethinking Ecology
- Silva Balcanica
- Subterranean Biology
- Travaux du Muséum National d'Histoire Naturelle "Grigore Antipa" (The Journal of "Grigore Antipa" National Museum of Natural History)
- Vegetation Classification and Survey
- Viticulture Data Journal
- Zitteliana
- ZooKeys
- Zoologia[англ.]
- Zoosystematics and Evolution[англ.]